# Vranov (Benešovi járás)
Vranov település Csehországban, a Benešovi járásban. Vranov Hvězdonice, Chocerady, Ostředek, Petroupim, Přestavlky u Čerčan és Kozmice településekkel határos. Lakosainak száma 427 fő (2024. január 1.).

## Népesség
A település lakosságának változását az alábbi diagram mutatja:
| Lakosok száma | 749  | 747  | 574  | 495  | 327  | 296  | 402  | 416  | 436  | 427  |
|               | 1869 | 1890 | 1921 | 1950 | 1980 | 2001 | 2017 | 2019 | 2022 | 2024 |